# Сезар Сампайо
Сезар Сампайо (порт. César Sampaio, нар. 31 березня 1968, Сан-Паулу) — колишній бразильський футболіст, що грав на позиції півзахисника. Найкращий футболіст Бразилії (1990, 1993).
Один з небагатьох гравців, які грали за 4 головних клубу з штату Сан-Паулу — «Сантус», «Палмейрас», «Корінтіанс» та «Сан-Паулу» і один з найкращих гравців в історії «Палмейраса». Також грав за національну збірну Бразилії, у складі якої став володарем Кубка Америки, Кубка Конфедерацій та фіналістом чемпіонату світу.

## Клубна кар'єра
У дорослому футболі дебютував 1986 року виступами за «Сантус», в якому провів шість сезонів, взявши участь у 82 матчах чемпіонату.
1991 року перейшов до «Палмейраса», з яким став дворазовим чемпіоном Бразилії, а також двічі виграв чемпіонат штату Сан-Паулу і одного разу Турнір Ріо-Сан-Паулу.
1995 року перебрався в японський клуб «Йокогама Флюгелс».
|                 | Я поїхав грати заради грошей. Там досить непогано платили. Але саме Японія допомогла мені потрапити у збірну. Там якраз грав Дунга, який був капітаном збірної. Ми виступали за різні команди, але часто бачилися. Як я потім дізнався, саме він запропонував тренеру звернути на мене увагу. Коуч послухався поради капітана, і мене спершу викликали на Кубок Конфедерацій, а після того почали постійно залучати до головної збірної. |
| — Сезар Сампайо | |

З йокогамською командою бразилець у 1995 році став володарем Кубка володарів кубків Азії і Суперкубка Азії, а 1998 року виграв з командою Кубок Японії, після чого повернувся в «Палмейрас». З «зеленими» Сампайо вперше в історії клубу став володарем Кубка Лібертадорес у 1999 році, а наступного року виграв ще один Турнір Ріо-Сан-Паулу.
У сезоні 2000/01 виступав за іспанське «Депортіво», куди його покликав Мауро Сілва, але закріпитись не зумів, повернувшись незабаром на батьківщину в «Корінтіанс», з яким втретє у своїй кар'єрі став чемпіоном штату Сан-Паулу.
З 2002 року знову виступав в Японії за клуб «Касіва Рейсол» та «Санфречче Хіросіма».
Завершив професійну ігрову кар'єру у клубі «Сан-Паулу» після одного сезону 2004 року. Цей клуб став для нього четвертим «великим клубом» штату. Як згодом зізнався гравець, ці переходи завдавали проблем гравцю від вболівальників, які не завжди сприймали подібні зміни клубів.
|                 | Чи були проблеми? Звісно, що були! Мене залякували, обіцяли викрасти чи вбити. Знаєте, що таке бразильський футбол? Стадіон «Сантоса» розташований на березі океану. Там нема бігових доріжок – трибуни просто над самим полем. Уявляєте, що відбувається, коли гравець суперника необачно заходить у небезпечний сектор і потрапляє до рук фанатів? [...] Коли ти граєш на великому полі із великими командами, то на тебе завжди тиснуть трибуни, ти завжди відчуваєш страх. Бразилія – дуже бідна країна, освіта у нас на низькому рівні. Як правило, у футбол грають ті, хто має гроші. Тому народ хоч і несамовито любить футбол, але заздрить тим самим гравцям. Вони ж заробляють величезні гроші! Висловлювати свій гнів проти уряду народ не ризикує, а на футболі можна робити все, чого душа забажає. Свою злість вони часто зганяють на футболістах. [...] Футбол для Бразилії це значно більше, ніж гра, вид спорту. Коли народжується дитина і її несуть хрестити до церкви, спершу дарують «дурника», а потім футбольний м’яч. Син неодмінно має грати за ту ж команду, за яку виступав його батько. А коли людина помирає – труну обмотують прапором улюбленої команди. Такі у нас традиції. |
| — Сезар Сампайо | |

## Виступи за збірну
У складі молодіжної збірної був учасником молодіжного чемпіонату світу 1987 року в Чилі, на якому бразильці дійшли до чвертьфіналу.
1993 року дебютував в офіційних матчах у складі національної збірної Бразилії. Разом з нею того ж року був учасником розіграшу Кубка Америки 1993 року в Еквадорі, де бразильці вилетіли в чвертьфіналі. Після цього Сезар зіграв і на наступному розіграші Кубка Америки 1995 року в Уругваї, де разом з командою здобув «срібло», поступившись у фіналі в серії пенальті уругвайцям.
Лише 1997 року Сампайо зміг здобути зі збірною перші трофеї — спочатку влітку на розіграші Кубка Америки у Болівії він здобув титул континентального чемпіона, а вже в грудні на розіграші Кубка конфедерацій 1997 року у Саудівській Аравії також здобув трофей.
Наступного року Сампайо потрапив в заявку збірної на чемпіонат світу у Франції, де разом з командою здобув «срібло». На «мундіалі» Сезар забив 3 м'ячі. Він забив перший гол чемпіонату, на 4-й хвилині матчу-відкриття збірних Бразилії і Шотландії. Він також зробив дубль у матчі проти чилійців в 1/8 турніру. Незважаючи на стабільні вистиупи за збірну, цей чемпіонат світу залишився єдиним у кар'єрі гравця.
|                 | У 1990 році я грав в «Сантосі». Це вже не була така яскрава команда, як колись. Мені було лише 22, я не мав міжнародного досвіду, тому на мене не дуже розраховували. А у 1994 році справа в іншому була. З «Палмейраса», де я грав, і так взяли на мундіаль п’ятьох гравців – взяти більше не можна було з певних політичних міркувань. У 2002 році я мав грати на чемпіонаті в Японії і Кореї, провів в основному складі всі відбіркові матчі, але в останню мить травмувався. Єдиний чемпіонат, на якому мені пощастило грати – це турнір у Франції 1998 року. [...] Але я скажу, що навіть один матч у футболці збірної – це грандіозна честь для бразильця. Це мрія абсолютно кожного молодого гравця, хоч усі знають, наскільки важко пробитися у головну команду країни. Я навіть подумати не міг, що колись гратиму в фіналі чемпіонату світу. Для мене це величезна честь. Більше того, я ще й тричі забив. Перший раз – шотландцям у матчі-відкритті, ще два – чилійцям. Я чудово пам’ятаю ті голи. |
| — Сезар Сампайо | |

Протягом кар'єри у національній команді, провів у формі головної команди країни 47 матчів, забивши 5 голів.

## Статистика
| Чемпіонат | Чемпіонат            | Чемпіонат   | Ліга | Ліга                            | Кубок            | Кубок            | Кубок ліги            | Кубок ліги            | Всього | Всього |
| Сезон     | Клуб                 | Ліга        | Ігри | Голи                            | Ігри             | Голи             | Ігри                  | Голи                  | Ігри   | Голи   |
| Бразилія  | Бразилія             | Бразилія    | Ліга | Ліга                            | Кубок Бразилії   | Кубок Бразилії   | Кубок Ліги            | Кубок Ліги            | Всього | Всього |
| --------- | -------------------- | ----------- | ---- | ------------------------------- | ---------------- | ---------------- | --------------------- | --------------------- | ------ | ------ |
| 1986      | «Сантус»             | Серія A     | 10   | 0                               |                  |                  |                       |                       | 10     | 0      |
| 1987      | «Сантус»             | Серія A     | 7    | 0                               |                  |                  |                       |                       | 7      | 0      |
| 1988      | «Сантус»             | Серія A     | 15   | 0                               |                  |                  |                       |                       | 15     | 0      |
| 1989      | «Сантус»             | Серія A     | 16   | 0                               |                  |                  |                       |                       | 16     | 0      |
| 1990      | «Сантус»             | Серія A     | 17   | 1                               |                  |                  |                       |                       | 17     | 1      |
| 1991      | «Сантус»             | Серія A     | 17   | 1                               |                  |                  |                       |                       | 17     | 1      |
| 1992      | «Палмейрас»          | Серія A     | 18   | 2                               |                  |                  |                       |                       | 18     | 2      |
| 1993      | «Палмейрас»          | Серія A     | 20   | 2                               |                  |                  |                       |                       | 20     | 2      |
| 1994      | «Палмейрас»          | Серія A     | 22   | 1                               |                  |                  |                       |                       | 22     | 1      |
| Японія    | Японія               | Японія      | Ліга | Ліга                            | Кубок Імператора | Кубок Імператора | Кубок Джей-ліги       | Кубок Джей-ліги       | Всього | Всього |
| 1995      | «Йокогама Флюгелс»   | Джей-ліга   | 32   | 0                               | 2                | 1                | -                     | -                     | 34     | 1      |
| 1996      | «Йокогама Флюгелс»   | Джей-ліга   | 27   | 5                               | 2                | 0                | 14                    | 2                     | 43     | 7      |
| 1997      | «Йокогама Флюгелс»   | Джей-ліга   | 29   | 6                               | 2                | 0                | 9                     | 1                     | 40     | 7      |
| 1998      | «Йокогама Флюгелс»   | Джей-ліга   | 28   | 2                               | 5                | 0                | 0                     | 0                     | 33     | 2      |
| Бразилія  | Бразилія             | Бразилія    | Ліга | Ліга                            | Кубок Бразилії   | Кубок Бразилії   | Кубок Ліги            | Кубок Ліги            | Всього | Всього |
| 1999      | «Палмейрас»          | Серія A     | 15   | 2                               |                  |                  |                       |                       | 15     | 2      |
| 2000      | «Палмейрас»          | Серія A     | 7    | 0                               |                  |                  |                       |                       | 7      | 0      |
| Іспанія   | Іспанія              | Іспанія     | Ліга | Ліга                            | Кубок Іспанії    | Кубок Іспанії    | Кубок іспанської ліги | Кубок іспанської ліги | Всього | Всього |
| 2000/01   | «Депортіво»          | Ла Ліга     | 10   | 0                               |                  |                  |                       |                       | 10     | 0      |
| Бразилія  | Бразилія             | Бразилія    | Ліга | Ліга                            | Кубок Бразилії   | Кубок Бразилії   | Кубок Ліги            | Кубок Ліги            | Всього | Всього |
| 2001      | «Корінтіанс»         | Серія A     | 9    | 0                               |                  |                  |                       |                       | 9      | 0      |
| Японія    | Японія               | Японія      | Ліга | Ліга                            | Кубок Імператора | Кубок Імператора | Кубок Джей-ліги       | Кубок Джей-ліги       | Всього | Всього |
| 2002      | «Касіва Рейсол»      | Джей-ліга   | 26   | 3                               | 0                | 0                | 6                     | 0                     | 32     | 3      |
| 2003      | «Санфречче Хіросіма» | Джей-ліга 2 | 41   | 5                               | 4                | 0                | -                     | -                     | 45     | 5      |
| 2004      | «Санфречче Хіросіма» | Джей-ліга   | 14   | 0                               | 0                | 0                | 2                     | 0                     | 16     | 0      |
| Бразилія  | Бразилія             | Бразилія    | Ліга | Ліга                            | Кубок Бразилії   | Кубок Бразилії   | Кубок Ліги            | Кубок Ліги            | Всього | Всього |
| 2004      | «Сан-Паулу»          | Серія A     | 25   | 1                               |                  |                  |                       |                       | 25     | 1      |
| Країна    | Бразилія             | Бразилія    | 198  | 10\|\|\|\|\|\|\|\|\|\|198\|\|10 |                  |                  |                       |                       |        |        |
| Країна    | Японія               | Японія      | 197  | 21                              | 15               | 1                | 31                    | 3                     | 243    | 25     |
| Країна    | Іспанія              | Іспанія     | 10   | 0\|\|\|\|\|\|\|\|\|\|10\|\|0    |                  |                  |                       |                       |        |        |
| Всього    | Всього               | Всього      | 405  | 31                              | 15               | 1                | 31                    | 3                     | 451    | 35     |

| Збірна Бразилії | Збірна Бразилії | Збірна Бразилії |
| Роки            | Ігри            | Голи            |
| --------------- | --------------- | --------------- |
| 1990            | 1               | 0               |
| 1991            | 1               | 0               |
| 1992            | 5               | 0               |
| 1993            | 4               | 0               |
| 1994            | 2               | 0               |
| 1995            | 10              | 1               |
| 1996            | 0               | 0               |
| 1997            | 8               | 1               |
| 1998            | 9               | 4               |
| 1999            | 0               | 0               |
| 2000            | 7               | 0               |
| Загалом         | 47              | 6               |

## Титули і досягнення
| - Володар Кубка Лібертадорес (1): «Палмейрас»: 1999 - Володар Кубка володарів кубків Азії (1): «Йокогама Флюгелс»: 1995 - Володар Суперкубка Азії (1): «Йокогама Флюгелс»: 1995 - Володар Кубка Японії (1): «Йокогама Флюгелс»: 1998 - Володар Суперкубка Іспанії (1): «Депортіво»: 2000 - Переможець Ліги Пауліста (3): «Палмейрас»: 1993, 1994 «Корінтіанс»: 2001 - Переможець Турніру Ріо-Сан-Паулу (2): «Палмейрас»: 1993, 2000 | - Володар Кубка Америки (1): Бразилія: 1997 - Срібний призер Кубка Америки (1): Бразилія: 1995 - Володар Кубка Конфедерацій (1): Бразилія: 1997 - Віце-чемпіон світу (1): Бразилія: 1998 - Володар Срібного м'яча Бразилії: 1990, 1993 - Володар Золотого м'яча Бразилії: 1990, 1993 |